# Dune (pel·lícula de 2021)
|  | Aquest article tracta sobre la pel·lícula de 2021 dirigida per Denis Villeneuve. Si cerqueu la pel·lícula de 1984 dirigida per David Lynch, vegeu «Dune (pel·lícula de 1984)». |

Dune és una pel·lícula èpica de ciència-ficció de 2021, dirigida per Denis Villeneuve, adaptació de la primera meitat de la novel·la homònima de 1965 de Frank Herbert. Per aquest motiu i com, segons les previsions, aniria seguida d'una segona part que completaria la novel·la, en els títols figura com a Dune: Part One. El 4 d'abril de 2023 la plataforma Movistar+ va incorporar els subtítols en català. El 27 d'octubre del mateix any el Govern català va anunciar que HBO Max doblaria el film al català, no obstant això, Warner va penjar abans, el 29 de febrer del 2024, el film a Netflix.

## Característiques
La pel·lícula, una coproducció internacional dels Estats Units, Hongria, Jordània, els Emirats Àrabs Units, Noruega i el Canadà, té darrere les companyies Legendary Entertainment, Villeneuve Films i Warner Bros. Compta amb un repartiment coral que inclou Timothée Chalamet, Rebecca Ferguson, Oscar Isaac, Josh Brolin, Stellan Skarsgård, Dave Bautista, Stephen McKinley Henderson, Zendaya, David Dastmalchian, Chang Chen, Sharon Duncan-Brewster, Charlotte Rampling, Jason Momoa i Javier Bardem. El guió és de Jon Spaihts, el mateix Villeneuve i Eric Roth.
Inicialment prevista per ser estrenada el novembre del 2020, en el seu moment la data es va posposar al 18 de desembre d'aquell any. Finalment, l'estrena mundial va ser el 3 de setembre de 2021 en una projecció, fora de concurs, a la 78a edició del Festival Internacional de Cinema de Venècia. L'estrena en sales es va anar escalonant a partir del 15 de setembre de 2021 fins, en el cas d'Austràlia, el 2 de desembre. A Espanya va ser el 17 de setembre. Als Estats Units d'Amèrica, la data d'estrena en sales, el 22 d'octubre, coincideix amb l'inici de la disponibilitat de la pel·lícula en la plataforma digital HBO Max, de l'entorn de Warner Bros. Villeneuve s'havia manifestat, durant mesos, contrari a aquesta simultaneïtat, però hauria acabat acceptant-la tenint en compte l'impacte de la pandèmia de COVID-19. De fet, després de l'estrena a Venècia, va dir que havia 
| « | dissenyat una pel·lícula el més immersiva possible […] El primer és la seguretat. Si els espectadors s'hi senten a gust, els animo a veure-la en pantalla gran. […] Ha estat imaginada, dissenyada i filmada pensant en IMAX. Veure-la en una gran pantalla és una experiència física. | (anglès) design a movie that would be as immersive as possible. […] Safety first. If the audience feels comfortable, I encourage them to watch it on the big screen. […] It has been dreamed, designed and shot thinking Imax. When you watch this movie on the big screen, it’s a physical experience. | » |

Els antecedents d'aquesta producció es troben en l'intent fallit d'Alejandro Jodorowsky, a partir del 1974, que pretenia fer una pel·lícula de vint hores amb cinc superfamosos, no necessàriament actors, i la producció de Dino De Laurentiis i la seva filla Raffaella del 1984, de la qual el mateix director David Lynch renegava, entre altres coses perquè la primera versió del director durava cinc hores i els De Laurentiis la van reduir a poc més de dues. Dune també tingué una versió televisiva en forma de minisèrie, de John Harrison, estrenada l'any 2000.

## Argument
En el futur llunyà de la humanitat, el duc Leto Atreides accepta administrar el perillós planeta desert d'Arrakis, també conegut com a Dune, l'única font de la substància més valuosa de l'univers, melange o «espècia», una droga que allarga la vida humana, dona nivells superhumans de pensament i fa possible els viatges en el teixit espacial. Encara que Leto sap que l'oportunitat és una trampa intricada dels seus enemics, s'endú la seva concubina Bene Gesserit Lady Jessica, el fill petit i hereu Paul i els seus consellers de més confiança a Arrakis. Leto assumeix el control de les operacions mineres de l'espècia, que es posa en perill per la presència de cucs de sorra gegants. Una traïció amarga duu Paul i Jessica als Fremen, els nadius d'Arrakis que habiten al desert profund.

## Filmació

### Aspectes tècnics
La filmació va començar el 18 de març de 2019 als Origo Film Studios, situats a Budapest, Hongria, amb Greg Frasier com a cinematògraf. La pel·lícula va ser gravada en format IMAX amb una càmera Arri Alexa LF i un prototip de la càmera Alexa Mini LF, equipada amb les lents de gran format de Panavision. Algunes escenes seleccionades van ser obertes a una relació d’aspecte d'1.90:1 en totes les pantalles IMAX, i d'1.43:1 a certes pantalles IMAX que contenien un sistema de producció de làser dual. La gravació final va ser transferida a una pel·lícula fotogràfica de 35 mm, per després tornar a ser escanejada a 4K. Amb això van aconseguir un aspecte més de pel·lícula. Per crear el planeta d’Arrakis es va filmar a Wadi Rum, Jordania i a l'Oasi de Liwa als Emirats Àrabs.En aquesta última localització van gravar durant onze dies. Negocis locals, autònoms de TwoFour54 i equips de més de 100 persones van participar en el rodatge. Les escenes on es mostraven les formacions rocoses que servien als Fremen com a refugis de la calor es van filmar al desert de Rub’ al Khali. Per representar el planeta Caladan es va gravar a Stad, Noruega. La filmació va finalitzar el 26 de juny de 2019. L'agost de 2020 es van fer algunes filmacions més a Budapest, però aquestes no van endarrerir l’estrena de la pel·lícula al desembre del mateix any. Algunes parts de la invasió d’Arrakeen, com els tirs i les explosions (que van arribar fins a 5 quilòmetres d’altura), es van filmar també a sets exteriors de Budapest.

### Aspectes creatius
A l’escena de la mort del duc Leto, Oscar Isaac està nu, una decisió que va prendre ell mateix pensant que donava a l’escena una semblança amb la crucifixió de Crist. L’actor també va tenir la idea d’incorporar el cap de bou, que s'identificava amb un “omen”. Els interiors dels Ornitopters van ser filmats a uns turons als afores de Budapest. Es va utilitzar una rampa d’uns 8 metres d’altura aproximadament, pintada del color de la sorra i sostinguda per un estabilitzador, que va permetre a Greig Fraser filmar les escenes amb llum natural. Tom Struthers, el coordinador de les escenes d’acció, va crear estils de combat únics per a cada grup de personatges. Com a exemple, per l’escena d’acció entre Idaho i els Sardukars, va basar l’estil de combat del primer en les tècniques de guerra gregues i romanes, mentre que va basar el dels segons en la tècnica dels russos durant la Segona Guerra Mundial. L'Exèrcit roig volia parar l’enemic i ho va fer per la quantitat de soldats que posseïa. Timothée Chalamet va aprendre la tècnica de caminar per la sorra abans de filmar les escenes d’Arrakis, perquè la seva adaptació “natural” al planeta fos més creïble i per portar a terme la tasca d’ensenyar la tècnica a la seva mare. Aquest tipus de desplaçament el va dissenyar el coreògraf Benjamin Millepied. Diversos helicòpters van ser filmats volant per sobre dels Emirats Àrabs amb càmeres d’alta resolució per tenir com a referència de gravació dels Ornitopters.

## Post-producció
L’estudio DNEG va contribuir a 28 escenes de la pel·lícula, creant 1.200 plans VFX del 1.700 que es van fer en total, amb proveïdors com Wylie Co. i Rodeo FX. Molts plans van utilitzar croma. Paul Lambert, el supervisor d’efectes visuals, va fer servir “pantalles de sorra” per gravar escenes a Arrakis i Arrakeen. En comptes de fer servir fons verds, l’equip d’efectes visuals va fer servir fons del mateix color de la sorra que s'estava fent servir per filmar els plans de situació. Aquestes “pantalles de sorra” es van fer servir en les escenes dels ornitòpters. L’equip de VFX va aprofitar les gravacions dels helicòpters, reemplaçant aquests pels ornitòpters per facilitar la captura del moviment de la sorra. La part dels ornitòpters es va filmar encapsulant els models d’aquestes naus en caixes negres mentre uns ventiladors llençaven pols. Les altes les van inserir amb imatges generades per ordinador (CGI). Es van utilitzar processos similars en altres escenaris, ja que facilitaven crear les imatges de primer pla i de fons. Per les escenes de Caladan es van fer servir pantalles grises i blau clares per escenes interiors i exteriors, respectivament. Es van fer servir aproximadament 18 tones de sorra i pols a plató, i l’efecte de sorra que bufa es va generar a partir d’un motor V8 amb un ventilador al darrere d’un tractor.
Els cucs de sorra van ser creats amb CGI. Va resultar dificultós per l’equip de VFX decidir com seria el moviment d’aquests. L’equip va passar-se un any sencer fent recerca del moviment corporal de diversos animals, com cucs i serps, per definir el desplaçament de les criatures. Les ones de sorra que creaven els cucs en avançar estan inspirades en les pistes visuals implícites dels taurons a la pel·lícula Jaws (1975). El supervisor d'efectes especials Gerd Nefzer va dissenyar un plat d’acer de 2,5x2,5 metres que vibrava i que van col·locar sota la sorra. Amb aquest es van generar certs patrons de moviment a la sorra que simulaven l’aproximació d’un cuc de sorra. Posteriorment, aquestes àrees que vibraven van ser expandides per cobrir una zona més àmplia. En un principi es va plantejar la utilització d’explosius per representar el sorgiment del cuc al desert, però es va descartar, ja que resultava ineficaç a l'Orient Mitjà. En canvi, van utilitzar el software Houdini perquè la sorra emulés el moviment de l’aigua. El productor, Denis Villeneuve, no volia que el disseny de so associat aparegués com a producció d’estudi. Llavors, els dissenyadors de so Mark Mangini i Theo Green van fer servir una aproximació de “realisme documental fals” per capturar sons naturals i fer-los servir al film, com per exemple els sons de la sorra de la Vall de la mort fent servir hidròfons.
Per filmar la invasió d’Arakeen es va utilitzar les instal·lacions de DNEG de Vancouver i Montreal, ja que s'havien de combinar efectes visuals tant pràctics com digitals. A Montreal, el supervisor de VFX (Brian Connor) va crear digitalment el port espacial d’Arrakeen. Mentrestant, a Vancouver es van simular les explosions. Per aquestes, l’equip de VFX va recuperar i potenciar les gravacions d’explosions fetes a Budapest. A més, l’equip d’efectes especials disposava de sistemes de llum pràctica brillant entre la boira de les explosions, cosa que va facilitar la combinació de preses pràctiques i digitals. Paul Lambert va crear “l’escut de Holtzman” combinant fotogrames passats i futurs. També va estar experimentant amb diversos filtres d’una escena de els Set Samurais (1954). Segons Villeneuve, aquestes combinacions pràctiques van resultar en un efecte “vibrant”. Al moviment li van afegir color, llavors l’escut esdevé blau quan li donen un cop que rebota i vermell quan aquest travessa. L’escena de la visió del futur de Paul es va fer amb captura de moviments (mocap), que va ser replicada per afegir molts combatents. Robyn Luckam, el supervisor d’animació, va ajudar a l’equip d’efectes especials que no estava familiaritzat amb aquest tipus de procediment. A més, es van afegir explosions en primer pla, cucs de sorra en segon pla i sorra en moviment pertot arreu. Es van fer servir també diverses simulacions per renderitzar l’escena en temps real.
L’equip va crear un model físic detallat del ratolí del desert (Muad’Dib), i el van gravar a Jordània per obtenir una il·luminació adequada a la del desert. L’equip d’animació va fer servir filmacions d’animals en repòs  com a referència, i van animar el ratolí perquè "evités l’esforç llevat que fos absolutament necessari". Per l’escena on Paul es mou a través d’un holograma, es van projectar diferents ratlles de llum d’una imatge de la Governadora al plató, i mentre Timothée Chalamet es movia per l’espai, semblava que l’holograma es movia amb ell. Més endavant es va perfeccionar la presa afegint l’holograma tot al voltant de l’actor digitalment. Per les seqüències amb l’arma hunter-seeker, dins del set es va utilitzar un pal com a referència. Posteriorment, aquest va ser reemplaçat pels models adequats a través de CGI. Per simular l’elevació del Baró, es van afegir sistemes pràctics al cos de Skarsgård. De vegades, aquesta elevació també es va aconseguir a través d’una plataforma de balancí. Això no obstant, el dispositiu suspensor que porta enganxat a l’esquena es va afegir amb CGI.

## Repartiment
- Timothée Chalamet com a Paul Atreides, hereu de la casa Atreides
- Rebecca Ferguson com a Lady Jessica, mare Bene Gesserit de Paul i concubina del duc Leto
- Oscar Isaac com a duc Leto Atreides, noble acabat de nomenar administrador del perillós planeta Arrakis, font d'espècies.
- Josh Brolin com a Gurney Halleck, mestre d'armes de la casa Atreides i un dels mentors de Paul.
- Stellan Skarsgård com a Baron Vladimir Harkonnen, enemic jurat de Leto i antic administrador d'Arrakis
- Dave Bautista com a Glossu Rabban, el nebot brutal del Baron Harkonnen
- Stephen McKinley Henderson com a Thufir Hawat, Mentat lleial a la casa Atreides
- Zendaya com a Chani, dona jove Fremen misteriosa i interès amorós de Paul.
- David Dastmalchian com a Piter De Vries, Mentat retorçat lleial a Baron.
- Chang Chen com a Dr. Wellington Yueh, doctor Suk empleat a la família Atreides.
- Sharon Duncan-Brewster com a Dr. Liet-Kynes, mare de Chani i líder ecologista i pacificadora a Arrakis.
- Charlotte Rampling com a Gaius Helen Mohiam, mare reverenda Bene Gesserit i Truthsayer de l'Emperador.
- Jason Momoa com a Duncan Idaho, mestre espaser de la casa Atreides i un dels mentors de Paul.
- Javier Bardem com a Stilgar, líder la tribu Fremen a Sietch Tabr.